# Нес радио
Нес радио је комерцијална радио-станица из Бањалуке, Република Српска, Босна и Херцеговина у саставу компаније Дневне независне новине.
Поред музичког програма, радио нуди и најновије информације из земље и свијета и низ тематских емисија. Програм емитује на 6 фреквенција, током 24 часа, и има 12 стално запослених. Програмским сигналом покрива 2/3 Босне и Херцеговине и дио Хрватске. Отприлике простор насељен са око 2.500.000 становника. Програм је универзалног карактера намјењен слушаоцима различитих националности. Посједује властиту дигиталну радио продукцију, два студија и има у пословном односу велики маркетинг тим.

## Пословна сарадња не познаје границе
"Нес радио" је прва радио станица из Републике Српске која је успоставила сарадњу и размјену прилога са радио станицама из Федерације Босне и Херцеговине, још 1997. године.

## Мото
Од почетка емитовања програма па све до данас, ова радио станица производи програм под мотом:
"Мјесто гдје престаје мржња, а почиње љубав".

## Уредници програма и руководство "Нес радиа"
- Тијана Тепшић, директорица програма
- Златко Мариновић, извршни директор
- Драган Малић, продуцент и тонски реализатор
- Давор Мадрушан, тонски реализатор
- Владимир Мачкић, тонски реализатор
- Бојан Тртић, тонски реализатор[1]

## Емисије "Нес радиа"
- Јутарњи програм, сваки дан од 6:00 часова
- Тајм аут, субота и недјеља од 23:00, спортски програм
- 3 у 1, сваки дан у 13:00, 3 сингла један извођач
- "Celebrity info", сваки дан од 11:00 и 16:00, музика, филм, мода
- Ултразвук, сваког петка од 21:00, најновији домаћи и страни синглови
- Јесте ли за, сваки дан од 14:00, комбинација за ваше слободно вријеме
- Спортска кладионица, сваке суботе од 15:00 - 18:00
- Нес концерт, сваког понедјељка од 22:00
- Стетоскоп, сваке сриједе од 10:40, емисија о здрављу